# Guzmania straminea
Guzmania straminea är en gräsväxtart som först beskrevs av Karl Heinrich Koch, och fick sitt nu gällande namn av Carl Christian Mez. Guzmania straminea ingår i släktet Guzmania och familjen Bromeliaceae. Inga underarter finns listade i Catalogue of Life.